# Envision Racing
Pour les articles homonymes, voir Envision.
Envision Racing, anciennement Envision Virgin Racing, est une écurie automobile, créée en 2018, à la suite d'un partenariat entre Envision Energy et Virgin Racing. À partir de 2022, Virgin se désengage de l'écurie. L'écurie devient pour la saison 2021-2022 Envision Racing.

## Historique

### 2018-2021: Partenariat entre Virgin et Envision
Dès le lancement de la Formule E, par la Fédération internationale de l'automobile en 2014, Virgin Racing s'engage dans la discipline, d'abord en association avec PSA pour le groupe motopropulseur lors de la saison 2014-2015, puis avec DS Automobiles, qui fournit le groupe motopropulseur, de 2015 à 2018 pour former l'écurie DS Virgin Racing.
Cependant, la saison 2018/2019 marque la fin de la collaboration entre la firme anglaise et les équipes françaises. En effet, Virgin vend la majorité de ses parts à l'entreprise chinoise Envision Energy, et devient par l'occasion Envision Virgin Racing. L'écurie utilise désormais le groupe motopropulseur d'Audi Sport. Ce changement coïncide avec le lancement de la deuxième génération de la monoplace de Formule E,
Lors de la saison 2018/2019, les pilotes sont Sam Bird (4e avec 106 points) et Robin Frijns (9e avec 85 points). L'écurie finit troisième du championnat avec 191 points.
La saison saison 2019/2020 voit le duo de pilote reconduit. L'écurie finit à la quatrième place avec 121 points. Bird termine 10e avec 63 points, et Frijns  12e avec 58 points.
Pour la saison saison 2020/2021, Sam Bird, présent dans l'écurie depuis 2014, quitte l'écurie et est remplacé par le rookie Nick Cassidy (15e avec 85 points) aux côtés de Robin Frijns (5e avec 89 points). Envision Virgin Racing termine cinquième avec 165 points.

### 2021: Prise de contrôle par Envision
À partir de la saison 2021/2022 de Formule E, Virgin Racing se désengage entièrement de l'écurie, laissant Envision Energy seule au capital. Ce changement s'accompagne par la nomination de  Sylvain Filippi à la tête de l'équipe en remplacement d'Alex Tai.

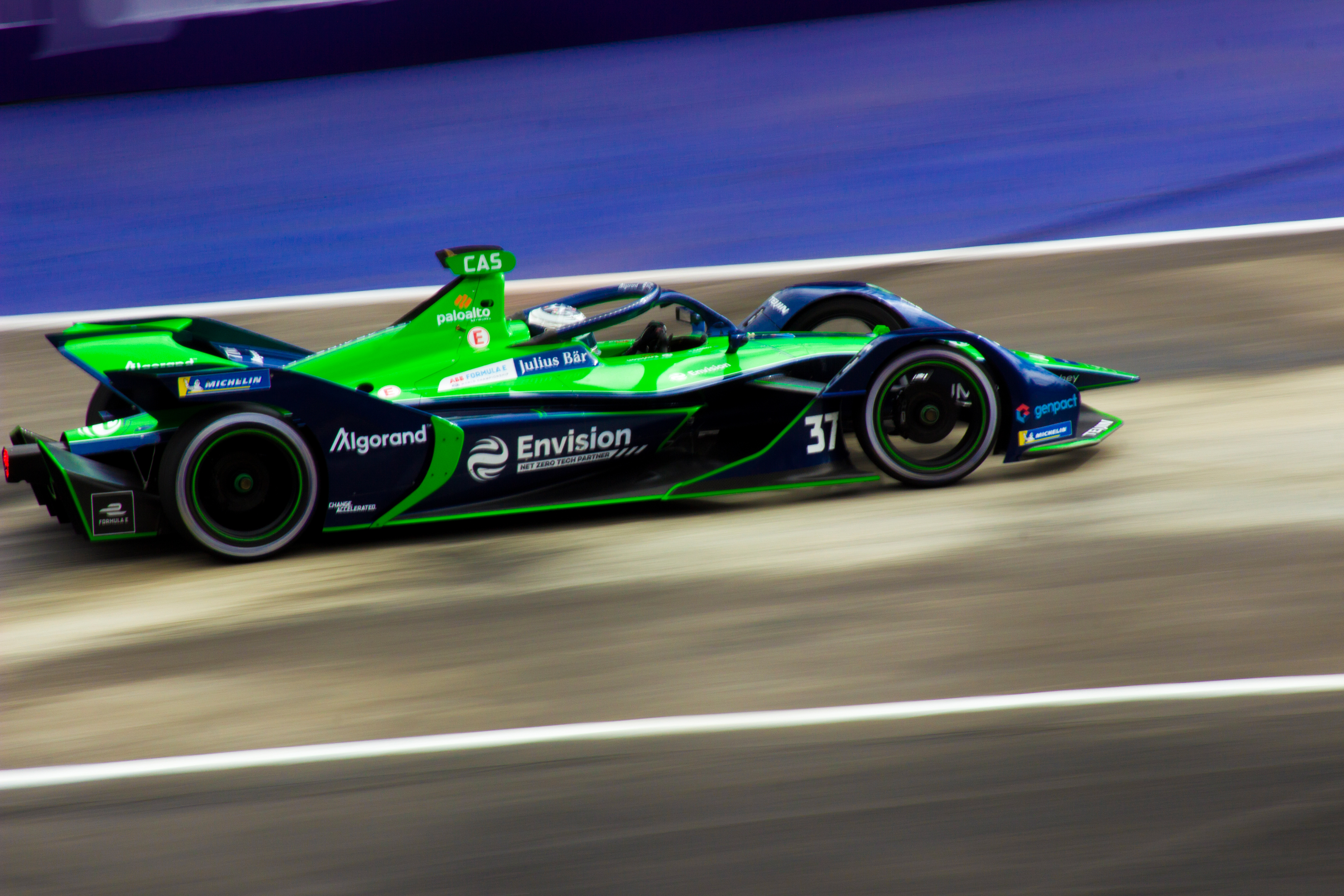
La monoplace de Nick Cassidy aux couleurs d'Envision Racing en 2022

De plus, avec le départ de Virgin, les couleurs de la monoplace électrique évoluent, le vert prend une place importante, en plus du bleu, et le rouge disparait complètement. Ces nouvelles couleurs permettent à la marque Envision de promouvoir ses actions écologiques et favorables au développement durable à travers ses voitures.
Les pilotes restent les mêmes que lors de la saison 2020/2021. L'écurie reste sous pavillon britannique malgré le départ de Virgin et continue d'avoir son groupe motopropulseur fournit par Audi.

## Tableaux des résultats par saison
| Saison    | Ecurie                 | Châssis    | Pilotes                      | Nombre de e-prix | Victoires | Podiums | Pole positions | Meilleurs tours | Points | Classement |
| --------- | ---------------------- | ---------- | ---------------------------- | ---------------- | --------- | ------- | -------------- | --------------- | ------ | ---------- |
| 2018-2019 | Envision Virgin Racing | FE05       | Sam Bird Robin Frijns        | 13               | 3         | 6       | 1              | 1               | 191    | 3e         |
| 2019-2020 | Envision Virgin Racing | FE06       | Sam Bird Robin Frijns        | 11               | 1         | 4       | 0              | 1               | 121    | 4e         |
| 2020-2021 | Envision Virgin Racing | FE07       | Robin Frijns Nick Cassidy    | 15               | 0         | 4       | 3              | 2               | 165    | 5e         |
| 2021-2022 | Envision Racing        | FE07       | Robin Frijns Nick Cassidy    | 12               | 1         | 5       | 1              | 5               | 151    | 5e         |
| 2022-2023 | Envision Racing        | I - Type 6 | Sébastien Buemi Nick Cassidy | 16               | 4         | 9       | 3              | 2               | 304    | Champion   |